# Nadagarodes sufasciata
Nadagarodes sufasciata là một loài bướm đêm trong họ Geometridae.